# Р-161

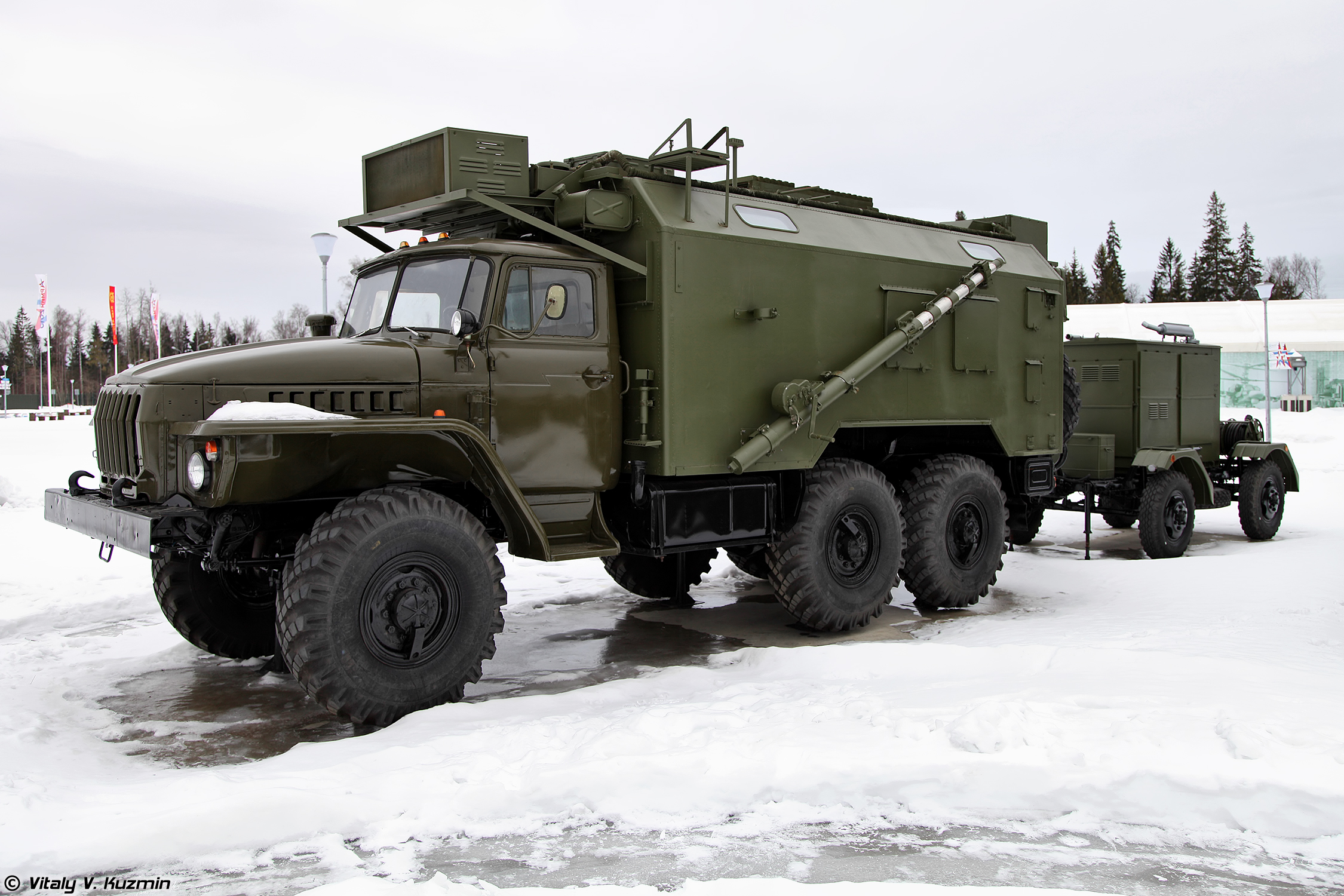
Р-161ПУ

Р-161 «Поиск» — комплекс автомобильных КВ-УКВ радиостанций большой и средней мощности и одноимённая серия автомобильных и стационарных радиостанций.

## Модельный ряд
В серии Р-161 представлены следующие радиостанции:
Радиосети ГШ типа «Полюс»
- Р-161-5 — автомобильная УКВ-КВ радиостанция большой мощности «Полюс-5». Размещается на двух автомобилях Урал-4320 (передающая и приемная части) и автомобиле КамАЗ-4310 (электропитающая станция 30 кВт).
- Р-161-5М — автомобильная КВ-радиостанция средней мощности для «Полюс-5М».
- Р-161-5П — автомобильная КВ-радиостанция средней мощности для «Полюс-5П».
- Р-161-5ПМ — автомобильная КВ-радиостанция средней мощности для «Полюс-5ПМ».
- Р-161-5С — стационарная КВ-радиостанция средней мощности для «Полюс-5С».
- Р-161-5С1 — стационарная КВ-радиостанция средней мощности для «Полюс-5С1».
- Р-161-5С2 — стационарная КВ-радиостанция средней мощности для «Полюс-5С2».
- Р-161-5У — автомобильная узловая КВ-радиостанция средней мощности для «Полюс-5У». Размещается на трёх автомобилях Урал-4320 и прицепе.
- Р-161-15 — автомобильная КВ-радиостанция средней мощности для «Полюс-15». Размещается на четырёх автомобилях Урал-4320 и прицепе. К станции прилагается возимый КВ-радиопередатчик большой мощности Р-161-15ПРД (ЕР2.013.012-14).
- Р-161-15У — автомобильная узловая КВ-радиостанция средней мощности для «Полюс-15У».
- Р-161-30 — автомобильная КВ-радиостанция средней мощности для «Полюс-30».
- Р-161-30С1 — автомобильная КВ-радиостанция средней мощности для «Полюс-30С1».

Фронтовые радиосети типа «Экватор»
- Р-161А1 — автомобильная КВ-радиостанция средней мощности для «Экватор-2».
- Р-161А1М — автомобильная КВ-радиостанция средней мощности для «Экватор-2М».
- Р-161А2 — автомобильная КВ-УКВ-радиостанция средней мощности для «Экватор-3». Размещается на шасси ЗИЛ-131 с кузовом-фургоном К6.131. В комплект входит радиоприёмник Р-160П.
- Р-161А2М — автомобильная КВ-УКВ-радиостанция средней мощности для «Экватор-3М» (ЯР1.600.028). Размещается на шасси ЗИЛ-131 с кузовом-фургоном К6.131.
- Р-161А2М1 — автомобильная КВ-УКВ-радиостанция средней мощности для «Экватор-3М1». Размещается на шасси ЗИЛ-131 с кузовом-фургоном К6.131.
- Р-161А2М2 — автомобильная КВ-УКВ-радиостанция средней мощности для «Экватор-3М2».
- Р-161А2МБ — автомобильная КВ-УКВ-радиостанция средней мощности для «Экватор-3МБ».
- Р-161Б— автомобильная КВ-УКВ-радиостанция средней мощности (на бронебазе) для «Экватор-1». Шасси об. 10 (МТ-ЛБу).
- Р-161БМ— автомобильная КВ-УКВ-радиостанция средней мощности (на бронебазе) для «Экватор-1М». Шасси об. 10 (МТ-ЛБу).
- Р-161БМ1— автомобильная КВ-УКВ-радиостанция средней мощности (на бронебазе) для «Экватор-1М1».
- Р-161БМ2— автомобильная КВ-УКВ-радиостанция средней мощности (на бронебазе) для «Экватор-1М2».
- Р-161Д— автомобильная КВ-УКВ-радиостанция средней мощности (на бронебазе) для «Экватор-Д».
- Р-161МБ-1— автомобильная КВ-УКВ-радиостанция средней мощности (на бронебазе) для «Экватор-МБ1». В комплект входит радиоприёмник Р-160П.
- Р-161МБ-2— автомобильная КВ-УКВ-радиостанция средней мощности (на бронебазе) для «Экватор-МБ2». В комплект входит радиоприёмник Р-160П.

## Характеристики отдельных образцов

### Р-161А2
Приёмопередающая наземная радиостанция Р-161А2 предназначена для обеспечения симплексной и дуплексной телефонной и телеграфной радиосвязи с радиостанциями в любое время года и суток в одинаковых режимах работы в движении и на стоянке, на любой частоте диапазона, свободной от помех. Основу элементной базы составляют полупроводники, в УМ есть радиолампа.
Характеристики радиостанции:
- Экипаж: 3 чел.[2]
- Масса: до 10425 кг[1]
- Шаг сетки: 100 Гц[2]
- Шаг перестройки: 10 Гц[1]
- Дальность связи:[2]
  - в КВ-диапазоне на стоянке/в движении: 2000/300 км
  - в УКВ-диапазоне на стоянке/в движении: 200/75 км
- Диапазон частот: от 1,5 до 59,999 МГц[1]
- Режимы работы: АТ, ОМ, ЧМ, ЧТ, ДЧТ, ФТ[1]
- Мощность передатчика: от 1500 Вт[1]
- Питание: трёхфазная сеть напряжением 380 В[1]

### Р-161А2М
Подвижная широкодиапазонная радиостанция средней мощности Р-161А2М предназначена для обеспечения дуплексной (в том числе адаптивной) или симплексной телефонной и телеграфной радиосвязи с однотипными и другими однополосными радиостанциями. Связь обеспечивается в оперативном и оперативно-тактическом звеньях управления различных видов ВС. Образованный радиоканал обеспечивает передачу телефонной и телеграфной засекреченной информации, автоматическую адаптацию к узкополосным помехам и условиям распространения радиоволн на группе частот. Радиостанция устанавливает связь с радиостанциями первого и второго послевоенного поколений при совпадении диапазона рабочих частот и выборе соответствующего вида сигнала.
Станция может работать автономно или в системе узлов связи, а также ретранслировать все имеющиеся в ней виды работ, кроме амплитудной телеграфии. Передатчик обеспечивает формирование более 20 телефонных и телеграфных видов работ. Аппаратура размещается в кузове К6-131, установленном на шасси автомобиля ЗИЛ-131. Электропитание может осуществляться от внешней трехфазной сети переменного тока напряжением 380 В с частотой 50 Гц, от электростанции ЭСД (АСБ-12) на прицепе при работе на стоянке, от унифицированной установки переменного тока ЭУ131-8-Т/400М или от автономного бензоэлектрического агрегата АБ-8-Т/400.
Характеристики:
- Экипаж: 4 чел.[6]
- Дальность радиосвязи на стоянке: до 2000 км
- Дальность радиосвязи в движении (скорость 30 км/ч):
  - на штыревые антенны: до 75 км
  - на антенну зенитного излучения: до 300 км
- Выходная мощность: от 1000 Вт
- Максимальная потребляемая мощность: до 12 кВт
- Габариты радиостанции: 7400 x 2500 x 3470 мм
- Масса (с горючим): 10430 кг[6]

Передатчик радиостанции состоит из следующих компонентов:
- возбудитель «Лазурь»
- усилители мощностей диапазона по КВ и УКВ
- согласующие устройства по КВ и УКВ
- симметрирующе-коммутирующее устройство
- блок управления согласующими устройствами
- коммутатор передающих антенн (коммутаторы КВ и УКВ)
- эквивалент нагрузки усилителя мощности
- комплект передающих антенно-фидерных устройств.

В состав приёмного устройства входят радиоприёмник Р-326, коммутатор приёмных антенн, коммутатор дежурного приёма и комплект приёмных антенно-фидерных устройств. Дистанционное управление осуществляется благодаря радиорелейной станции Р-415 и модемам АБ-481 и АБ-482.

### Р-161МБ-1
Однополосная радиостанция средней мощности Р-161МБ-1 предназначена для обеспечения двухсторонней связи в оперативных звеньях управления сухопутных войск. Состоит из передающего и приемного комплектов аппаратуры, размещаемых в разнесенных местах. Связь между комплектами осуществляется по стандартным каналам связи. Изделие поставляется в кузове-фургоне. Режим работы непрерывный, круглосуточный. Электропитание передающего комплекса осуществляется благодаря 3-фазной сети переменного тока напряжением 380 +30 -57 В и частотой 50 Гц. Для приёмного комплекса — однофазная сеть переменного тока напряжением 220±11 В и частотой 50 Гц.
Физические характеристики
- Габаритные размеры: 3226 x 2250 x 1810 мм
- Масса:
  - аппаратуры: 1500 кг
  - итого: 2500 кг
- Температурный диапазон применения: от -10 до +40°C
- Потребляемая мощность:
  - передающий комплекс: 7 кВт
  - приёмный комплекс: 500 Вт

Технические характеристики
- Диапазон частот: от 1,5 до 29,9999 МГц
- Шаг сетки частот: 100 Гц
- Мощность передатчика: 1000 Вт
- Дальность связи:
  - Y-образная антенна: до 2000 км
  - X-образная антенна: до 150 км
  - антенны-диполи Д2 х 40 и Д2 х 13: до 800 км
  - антенны Т2х 40 и Т2х 13: до 60 км
- Стабильность частоты: 5х 10-8
- Время перестройки: 1,5 с
- Количество заранее подготовленных частот: 10
- Подавление гармоник: не менее -60 дБ
- Уровень нелинейных искажений: не менее -32 дБ

Радиопередатчик включает в себя следующие компоненты:
- стойка усилителя мощности
- возбудитель «Лазурь-2»
- аппаратура ведения адаптивной радиосвязи Р-016В-1
- аппаратура сопряжения
- запоминающее устройство
- устройство распределительное
- блок управления согласующим устройством
- стабилизатор СТС-10/0,5С
- антенно-фидерные устройства

Основой радиоприёмной аппаратуры служит радиоприёмник Р-160П, к которому прилагаются:
- наборно-сигнальное устройство
- аппаратура ведения адаптивной радиосвязи Р-016В
- согласующие устройства АБ-482 и АБ-481
- запоминающее устройство
- датчики кода Морзе Р-010
- телефонный аппарат

### Р-161МБ-2
Однополосная радиостанция средней мощности Р-161МБ-2 предназначена для обеспечения двухсторонней связи в оперативных звеньях управления сухопутных войск. Состоит из передающего и приемного комплектов аппаратуры, размещаемых в разнесенных местах. Связь между комплектами осуществляется по стандартным каналам связи. Изделие поставляется в кузове-фургоне. Режим работы непрерывный, круглосуточный. Электропитание передающего комплекса осуществляется благодаря 3-фазной сети переменного тока напряжением 380 +30 -57 В и частотой 50 Гц. Для приёмного комплекса — однофазная сеть переменного тока напряжением 220±11 В и частотой 50 Гц.
Физические характеристики
- Габаритные размеры: 3226 x 2250 x 1810 мм
- Масса:
  - аппаратуры: 1500 кг
  - итого: 2500 кг
- Температурный диапазон применения: от -10 до +40°C
- Потребляемая мощность:
  - передающий комплекс: 7 кВт
  - приёмный комплекс: 500 Вт

Технические характеристики
- Диапазон частот: от 30 до 59,9999 МГц
- Шаг сетки частот: 100 Гц
- Мощность передатчика: 1000 Вт
- Дальность связи:
  - логопериодическая антенна: до 200 км
  - широкодиапазонная антенна: до 80 км
- Стабильность частоты: 5х 10-8
- Время перестройки: 1,5 с
- Количество заранее подготовленных частот: 10
- Подавление гармоник: не менее -60 дБ
- Уровень нелинейных искажений: не менее -32 дБ

Радиопередатчик включает в себя следующие компоненты:
- стойка усилителя мощности
- возбудитель «Лазурь-2»
- аппаратура ведения адаптивной радиосвязи Р-016В-1
- аппаратура сопряжения
- запоминающее устройство
- устройство распределительное
- блок управления согласующим устройством
- стабилизатор СТС-10/0,5С
- антенно-фидерные устройства

Основой радиоприёмной аппаратуры служит радиоприёмник Р-160П, к которому прилагаются:
- наборно-сигнальное устройство
- аппаратура ведения адаптивной радиосвязи Р-016В
- согласующие устройства АБ-482 и АБ-481
- запоминающее устройство
- датчики кода Морзе Р-020
- телефонный аппарат